# Locana
Locana (piemontesisch Locan-a, frankoprovenzalisch Lukënna) ist eine Gemeinde in der italienischen Metropolitanstadt Turin (TO), Region Piemont.

## Lage und Einwohner
Locana liegt 60 km nördlich von Turin im alpinen Valle Orco und hat 1309 Einwohner (Stand 31. Dezember 2023). Locana liegt im Nationalpark Gran Paradiso.
Das Gemeindegebiet umfasst eine Fläche von 132 km². Somit ist sie die größte Gemeinde im gesamten Piemont. Dazu zählen auch die 92 Dörfer und Weiler. 
Im Weiler Rosone befindet sich das größte Wasserkraftwerk des Valle Orco, mit einer maximalen Leistung von 65 MW. Der Weiler Fornolosa hat aufgrund der besonderen Beschaffenheit der ihn umgebenden Berge die Besonderheit, dass er fast vier Monate lang, von Ende Oktober bis Mitte Februar des folgenden Jahres, keine Sonnenstrahlen erhält.
Die Nachbargemeinden sind Cogne, Ronco Canavese, Noasca, Ribordone, Sparone, Chialamberto, Cantoira, Corio, Monastero di Lanzo und Coassolo Torinese.

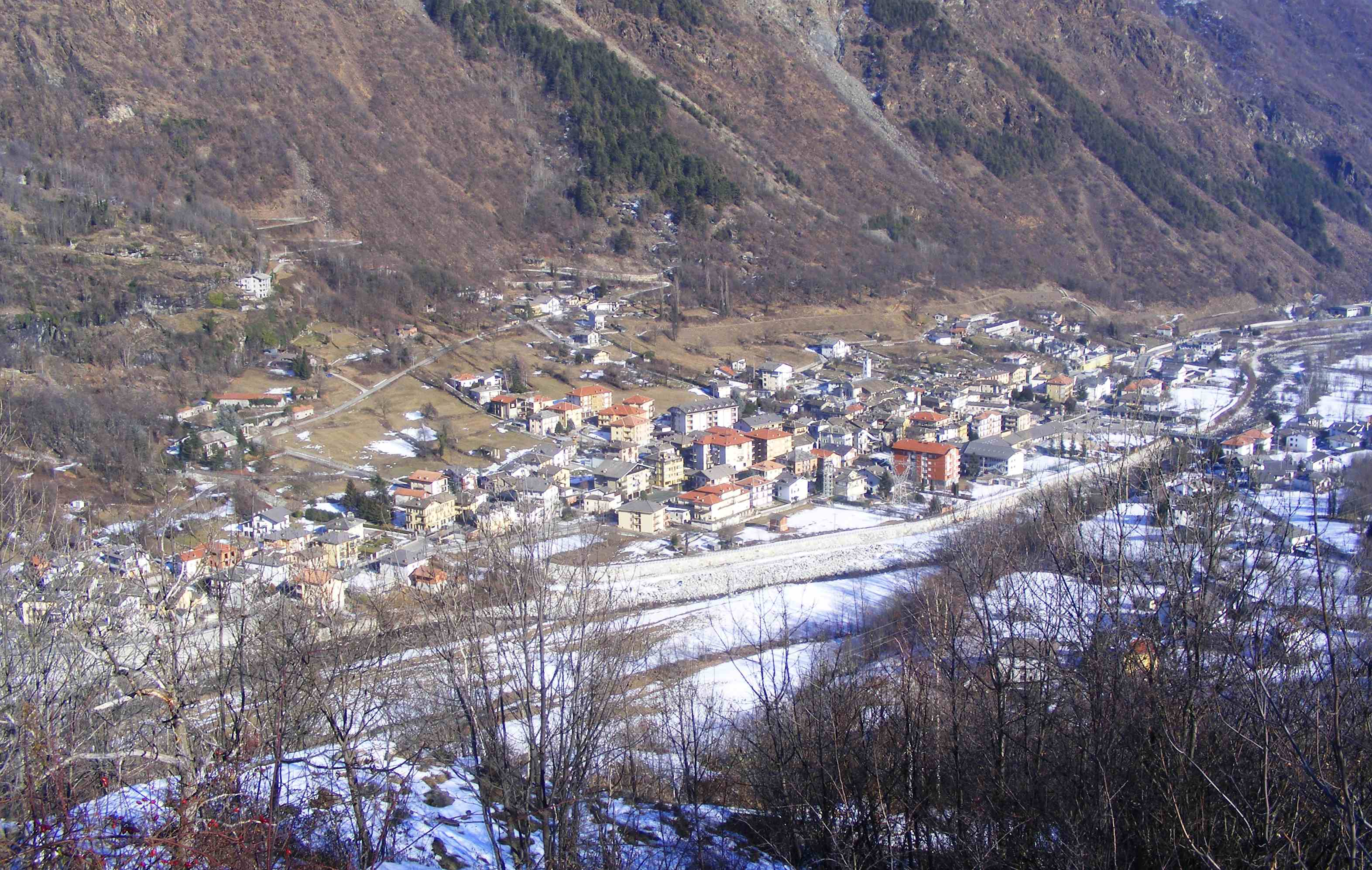
Panorama

## Geschichte

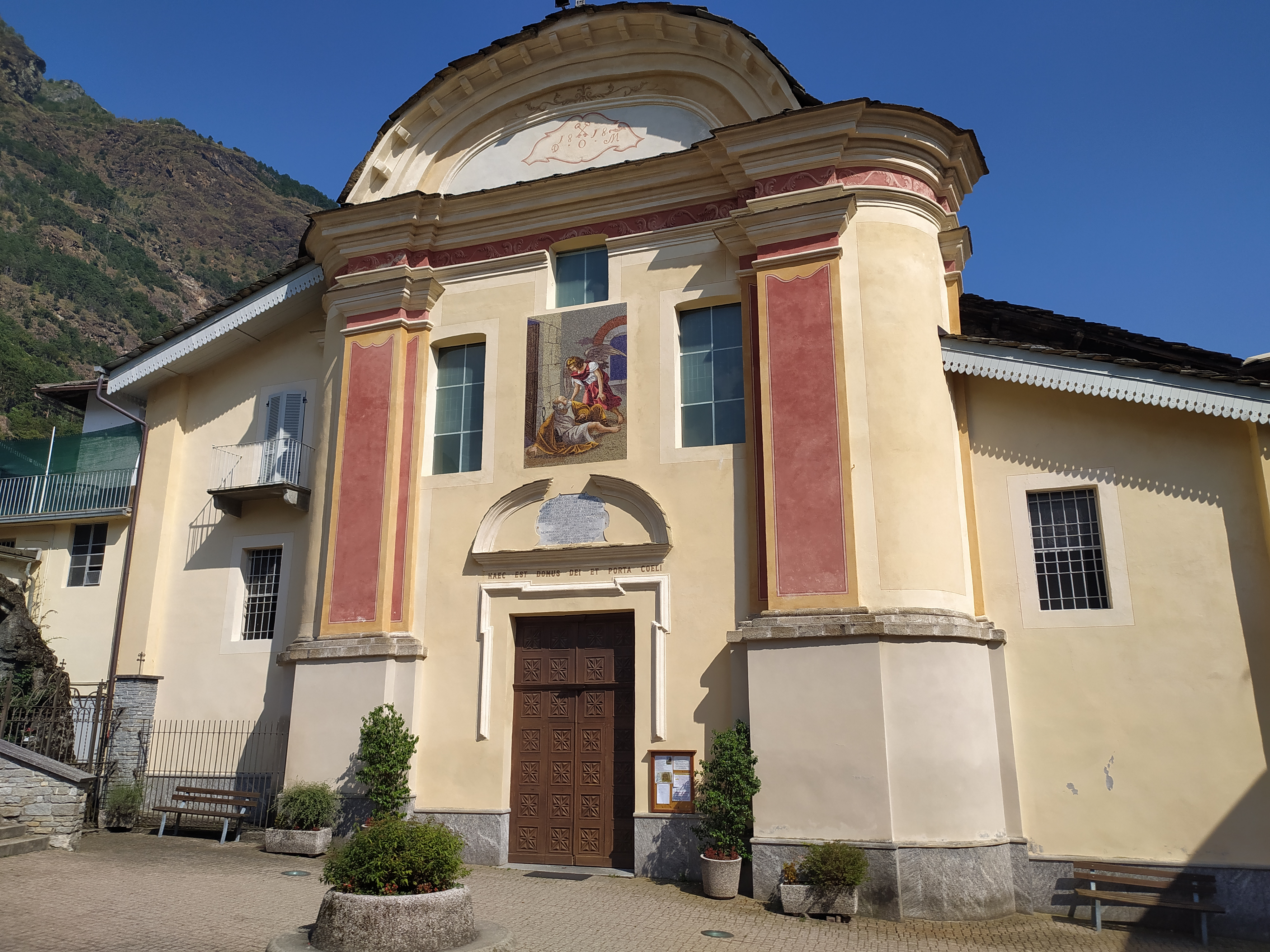
Kirche San Pietro

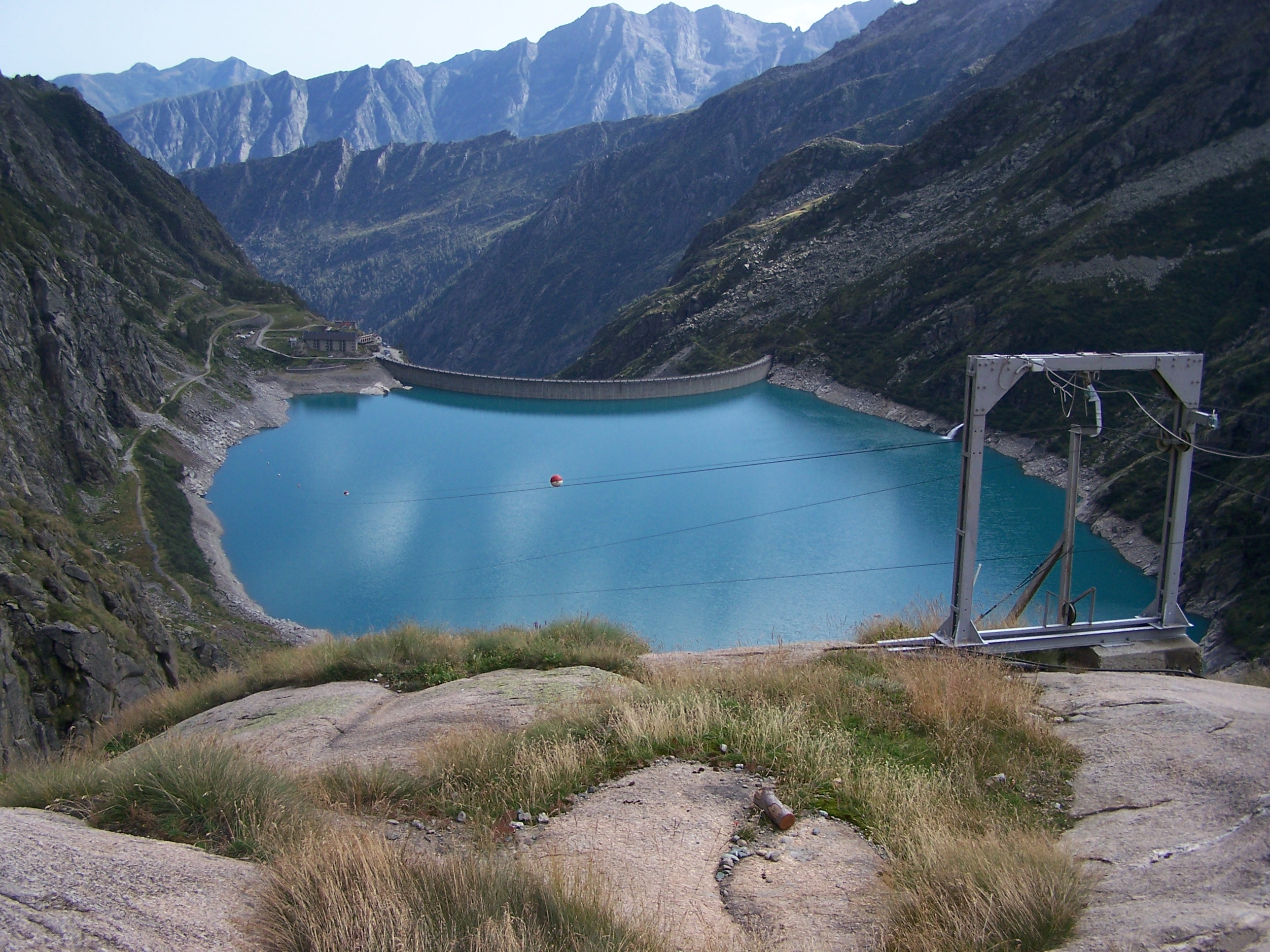
Telessio-Staudamm

Die ersten historischen Informationen über Locana stammen aus dem Jahr 1185 und betreffen Streitigkeiten zwischen den Grafen von Valperga und San Martino über den starken Wunsch, dieses reiche und bevölkerungsreiche Gebiet zu besitzen.
Aufgrund seiner Lage wurde Locana nicht nur durch die ständigen Kriege zwischen den örtlichen Adligen zerstört, sondern auch durch die häufigen und katastrophalen Überschwemmungen des wilden Wildbachs Orco, der 1628 auch die alte Pfarrkirche San Meinerio zerstörte, die einige Jahre später wieder aufgebaut wurde und San Pietro in Vincoli gewidmet wurde.
Mit der Gründung der städtischen Elektrizitätsgesellschaft AEM zu Beginn des 20. Jahrhunderts, kam im gesamten Orco-Tal Arbeit und Wohlstand. Die Idee des Unternehmens, das Wasserkraftpotenzial des Tals zu nutzen, entstand bereits 1916 und passte in das durch den Ersten Weltkrieg entstandene Klima des Vertrauens und Optimismus. Die Wirtschaftskrise, die stattdessen Italien treffen wird, wird den Beginn des Projekts auf 1925 mit dem Bau des Ceresole-Rosone-Kraftwerks verschieben, das aus dem großen künstlichen Stausee von Ceresole Reale und dem Wasserkraftwerk Rosone in der Gemeinde Locana besteht.
Die Anlage wurde bereits 1929 in Betrieb genommen und am 2. August 1931 vom Fürsten von Piemont eingeweiht. Anschließend arbeitete AEM weiterhin intensiv an der Ausbeutung des Orco-Tals und die folgenden Werke wurden in chronologischer Reihenfolge in der Gemeinde Locana errichtet. 1940 Fertigstellung der Verladekammer, der Druckrohrleitung und des Kraftwerks Bardonetto; 1953 Fertigstellung der Valsoera-Staudammarbeiten; 1955 Fertigstellung der Telessio-Staudammarbeiten; 1959 Fertigstellung der Eugio-Staudammarbeiten.

## Söhne und Töchter des Ortes
- Giovanni Battista und Giacomo Tocci (1877–?), bekannte siamesische Zwillinge